# Добровольці Божої чоти
«Доброво́льці Бо́жої чоти́» — повнометражний документальний фільм Леоніда Кантера та Івана Яснія про захисників Донецького аеропорту. Фільм — історія творення нової української армії.
У фільмі знімалися воїни ДУК (Ярош Дмитро, «Гатило», «Богема» та інші) та використані пісні гурту Кому Вниз та Олекси Бика.

## Про фільм
Ідея фільму виникла після виходу у світ у серпні 2014 року першого фільму «Війна за свій рахунок». Зйомки фільму тривали кілька місяців, більше двох тижнів — у Донецькому аеропорту.
Леонід Кантер про вибір героїв фільму:
|  | Я почав шукати бойовий батальйон, де люди не займаються «показухою», де не пиячитимуть, де буде повага одне до одного. Я знайшов цей батальйон. Це Добровольчий український корпус — батальйон, сформований «Правим сектором», який увібрав у себе всі патріотичні організації. Батальйон, який служить без офіційного статусу (вони не підпорядковані ні МВС, ні Міноборони). Батальйон, який перебуває на самозабезпеченні. Під час шикування вони не «віддають честь», а знімають шапки і тихо, хто як уміє, моляться. У них немає показового крокування. Батальйон, для якого вищою нагородою є потрапити на передову. |

Леонід Кантер привіз у батальйон для показу перший фільм, там його подивився Дмитро Ярош, після чого режисер запропонував командирові зняти фільм про батальйон.
Робота над фільмом почалася зі зйомок Добровольчого корпусу, але коли режисер потрапив в аеропорт, зрозумів, що там усі добровольці. Леонід Кантер знімав у аеропорту, а Іван Ясній у Пісках. Кожен з режисерів знімав по-різному: Кантер знімав у стилі «стрим-екстрим», а Ясній робив неоперативну професійну зйомку якісною апаратурою. Найважчим під час роботи для Леоніда Кантера було «не вимкнути камеру в критичні моменти, а продовжувати знімати». Йому дали автомат, а Іванові Яснію — найбільший бронежилет, аж по коліна, через який він навіть упав на спину і не міг звестися.
Фільм розпочинається похороном тернополянина Андрія Юркевича. Фільм щедро насичений гумором
У фільмі знімалися воїни ДУК (Дмитро Ярош, «Гатило» (Валерій Чоботарь), «Богема» (Андрій Шараскін — театральний режисер), «Чуб», «Фазан» (Андрій Нагірний) тощо). Серед героїв фільму сімох уже немає в живих.
Музика у фільмі: гурт «Кому Вниз» та Олекса Бик.
Кінцева фраза фільму вже стала популярною цитатою:
|  | Люди витримали, не витримав бетон |

Фінансування фільму здійснювалося за рахунок коштів, зібраних від показу попереднього фільму «Війна за свій рахунок» та інших пожертв доброчинців.

## Сюжет
Народ, що повстав, скидає кримінальний уряд і виганяє васалів Російської імперії, але колонізатор кидає проти України війська та захоплює частину території. Президент України підписує угоду про перемир'я та лінію розмежування сторін. За цією угодою, міжнародний аеропорт Донецька опинився за лінією. Але патріоти-добровольці не згодні віддавати його ворогові. 242 дні тривала героїчна оборона, аж врешті під прицільним обстрілом танків будівля аеропорту завалилась.

## Покази та фестивалі
Прем'єра фільму відбулася 31 січня 2015 року в Київському кінотеатрі «Кінопанорама». На прем'єру приїхали майже всі герої фільму, покинувши бойові позиції лише на одну добу.
Покази фільму відбулися у більшості обласних центрів України з великими аншлагами. Також фільм презентували в Італії, Новій Зеландії, Австралії та Польщі.
У червні 2015 року фільм отримав приз глядацьких симпатій на 13 Міжнародному фестивалі документального кіно у Гданську.